# Palasea melissa
Palasea melissa is een vlinder uit de familie spinneruilen (Erebidae), onderfamilie donsvlinders (Lymantriinae). De wetenschappelijke naam van deze soort is voor het eerst geldig gepubliceerd in 1915 door Fawcett.
De soort komt voor in tropisch Afrika.